# Beameromyia dicrana
Beameromyia dicrana är en tvåvingeart som beskrevs av Scarbrough 1997. Beameromyia dicrana ingår i släktet Beameromyia och familjen rovflugor. Inga underarter finns listade i Catalogue of Life.